# De quel côté est la lune ?
Pour plus de détails, voir Fiche technique et Distribution.
De quel côté est la lune ? (月はどっちに出ている, Tsuki wa dotchi ni dete iru) est un film japonais réalisé par Yōichi Sai, sorti en 1993.

## Synopsis
Tadao a émigré au Japon depuis la Corée du Nord. Il est aujourd'hui chauffeur de taxi.

## Fiche technique
- Titre : De quel cōté est la lune ?
- Titre original : 月はどっちに出ている (Tsuki wa dotchi ni dete iru)
- Réalisation : Yōichi Sai
- Scénario : Chong Wui-sin et Yōichi Sai d'après le roman de Sogil Yan
- Musique : Norman Orenstein, Masahide Sakuma et Yūkadan
- Photographie : Jun'ichi Fujisawa
- Montage : Yoshiyuki Okuhara
- Production : Katsuhiko Aoki et Lee Bong-ou
- Société de production : Cine Qua Non Films
- Pays :  Japon
- Genre : Comédie dramatique et romance
- Durée : 109 minutes
- Dates de sortie : 
  -  Japon : 6 novembre 1993

## Distribution
- Gorō Kishitani : Tadao
- Ruby Moreno : Connie
- Moeko Ezawa : Eijun, la mère de Tadao
- Masato Furuoya : Konno
- Yoshiki Arizono : Hoso
- Masato Hagiwara : l'homme d'affaires
- Jun Kunimura : Tada
- Akaji Maro : Senba
- Ken'ichi Endō
- Tatsuya Kimura

## Distinctions
Le film a été nommé pour huit Japan Academy Prizes et en a remporté trois.